# ميكلوس ناغي (سياسي)
ميكلوس ناغي (بالمجرية: Nagy Miklós)‏ هو سياسي مجري، ولد في 8 يونيو 1932 في المجر، وتوفي في 29 أبريل 1974 في بودابست في المجر. حزبياً، نشط في Hungarian Working People's Party ‏.